# Caradrina balucha
Caradrina balucha là một loài bướm đêm trong họ Noctuidae.